# ذاكرة الوصول العشوائي المستدامة
ذاكرة الوصول العشوائي المُستدامة (بالإنجليزية: Non-volatile random access memory)‏ (أو NVRAM اختصارا) هو اسم عام يستخدم لوصف أي نوع من ذواكر الوصول العشوائي التي لا تفقد معلوماتها عند انفطاع التيار الكهربائي عنها. وهذا على العكس من معظم الأنواع المنتشرة لذواكر الوصول العشوائي اليوم مثل ذواكر الDRAM والSRAM التي تحتاج إلى طاقة مستمرة حتى تحافظ على معلوماتها.
إن ال NVRAM هي مجموعة جزئية من صنف أعم وأوسع من الذواكر التي لاتحتاج للطاقة الكهربائية لحفظ بياناتها، لكن الاختلاف هو أن ال NVRAM تؤمن وصول عشوائي وهذا على العكس من الوصول التسلسلي الذي توفره بعض أنواع الذواكر التي لا تحتاج للكهرباء أيضا«ومنها مثلا» القرص الصلب.
هناك أنماط عديدة من ال NVRAM لكن أكثرها شهرة ال FLASH MEMORY المتوفرة على نطاق واسع ومنها: كروت الذواكر، مشغلات الموسيقة الرقمية، الكاميرات الرقمية وفي شرائح الهواتف.
ملاحظة عن مصطلح الوصول العشوائي (Random Access):
الوصول العشوائي في عالم الحاسوب هو المقدرة على الوصول إلى أي عنصر من بين مجموعة من العناصر بشكل مباشر ومتساوي (ومن أجل كل عنصر).
في حين أن طريقة الوصول المتسلسل فإن الوصول لكل عنصر يكون مختلف من حيث الزمن وذلك حسب موقع العنصر في قاعدة بياناته.
الظهور الأول لذواكر ال nvram كان في عام 1960 من خلال الذواكر المغناطيسية التي تقوم بالاحتفاظ ببياناتها اعتمادا على استقطابها في مغانط صغيرة وبالطبع دون الحاجة للتغذية الكهربائية حيث استعملت هذه الذواكر في الحواسيب البدائية.
أما في الوقت الحاضر فإ ذواكر ال nvram تعتمد على تقنية الترانزستورات الحقلية.